# Jan Mytens
Jan Mytens (Vorname auch: Johan oder Johannes; Nachname auch: Mijtens) (* um 1614 in Den Haag; † Dezember 1670 ebenda) war ein niederländischer Maler des goldenen Zeitalters. Als Hofmaler schuf er vor allem Porträts, Genrebilder und Historienbilder.

Jan Mytens: Matthijs Pompe van Slingelandt und seine Familie, 1655 (Schwedisches Nationalmuseum, Stockholm)

## Biografie
Jan Mytens wurde um 1614 in Den Haag als Sohn eines Sattlers geboren. Wahrscheinlich wurde er von seinen beiden Onkeln Isaac Mytens und Daniel Mytens zum Maler ausgebildet.
1642 wurde er Mitglied der Sankt-Lukas-Gilde, deren Direktor er 15 Jahre später wurde. Mytens war sein Leben lang ein gesuchter Porträtist in Den Haag. Er erhielt Aufträge aus dem Adel und von hohen Funktionären. Um 1660 gründete er die Malervereinigung De Pictura („Von der Malerei“), die von da an seine Karriere mitprägte; er hatte außerdem zahlreiche Schüler.
Er starb in Den Haag im Dezember 1670 und wurde am Heiligabend beigesetzt.
Zu seinen Schülern gehörten Nicolaes Lissant, Gerard De Nijst, Adriaen Stalpert van der Wiele, Pouwels Van de Velde, Andries Thijsz, De Wit und Urbanus Talibert van Yperen.

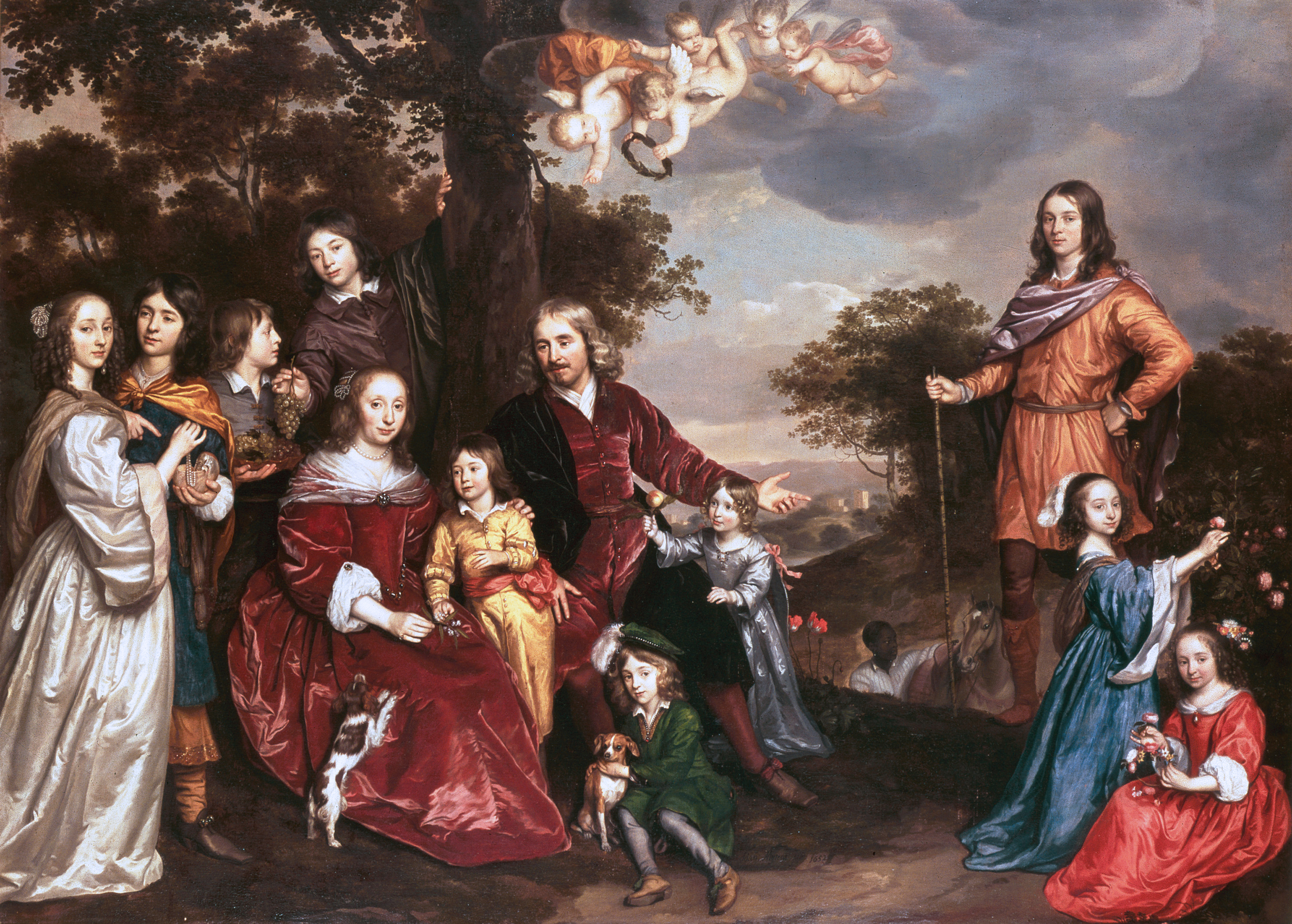
Die Familie von Willem Van den Kerckhoven (1607-1686) und Reijmerick De Jonge, 1652–1655 (Den Haag Historisches Museum)

## Werk
Mytens schuf Porträts in Lebensgröße, als Kniestück oder Brustbild, und er malte sowohl Bildnisse von Einzelpersonen als auch Familienporträts. Stilistisch ist er beeinflusst von der Kunst des Anthonis van Dyck. Gerne stellte er seine Figuren im poetischen Kontext einer natürlichen, oft bewaldeten Landschaft dar; ihre sorgfältig dargestellte festliche Kleidung und Schmuck bezeugen ihren hohen Rang.
Das Gruppenbildnis Die Familie des Willem Van den Kerckhoven (eines Rates am holländischen Hof) und der Reijmerick De Jonge schuf Mytens 1652. Zu dieser Zeit war der jüngste Sohn Pellegrom noch nicht geboren; er wurde erst 1655 hinzugefügt, wie er sich am Knie seines Vaters abstützt. Die fünf Engelchen sind frühverstorbene Kinder des Paares.

Gemälde von Jan Mytens (Auswahl)
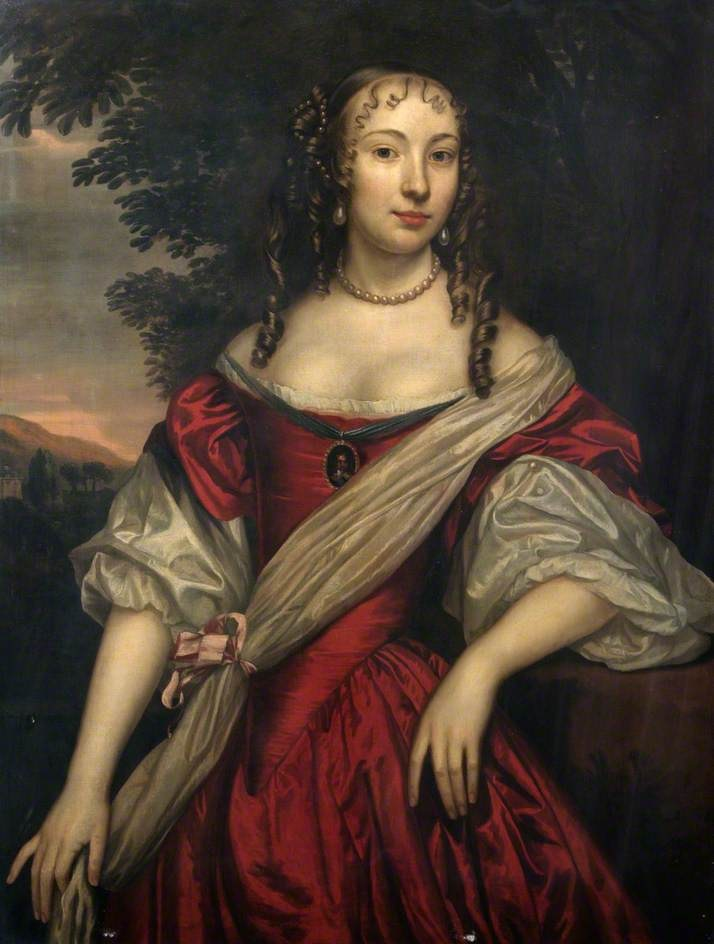
Henrietta von England, Herzogin von Orléans, 1665 (Enfield Museum Service, London)
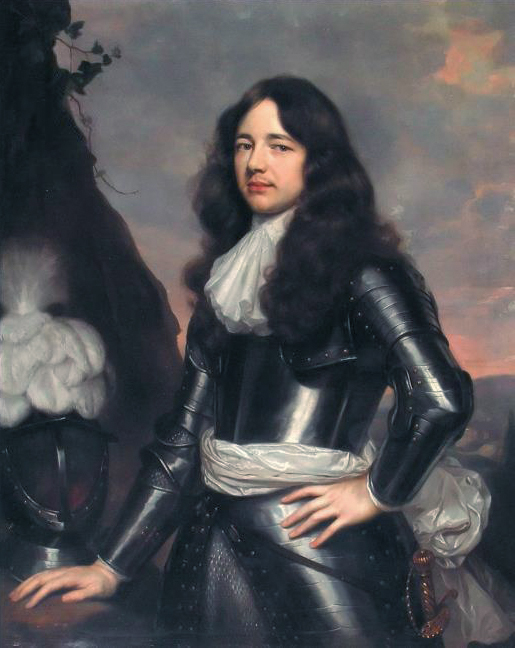
Alexander Bruce (1629-1680), um 1660 (Privatsammlung)
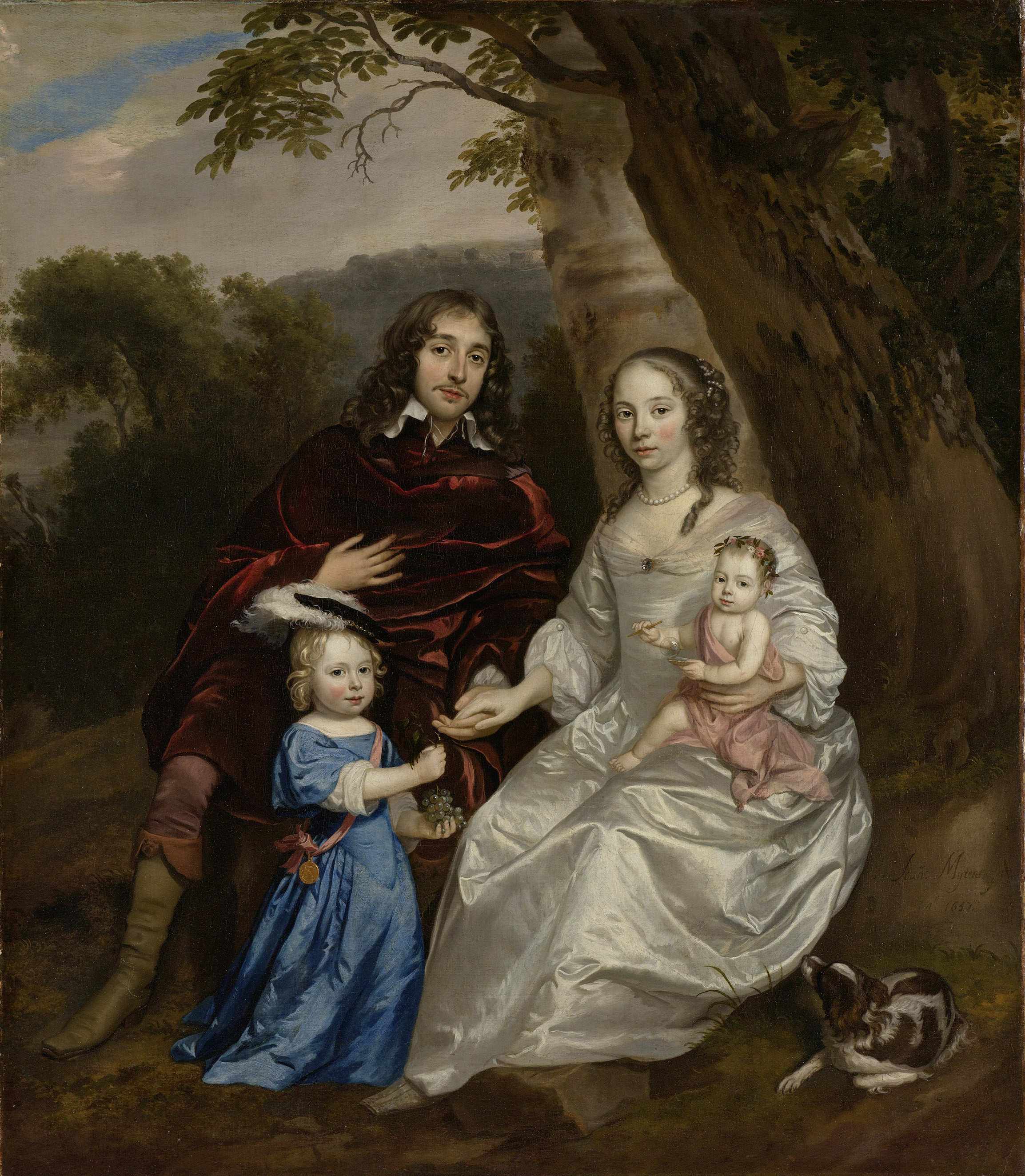
Govert van Slingelandt (1623-90), heer van Dubbeldam, mit seiner ersten Frau Christina van Beveren und ihren beiden Söhnen, 1657 (Rijksmuseum, Amsterdam)

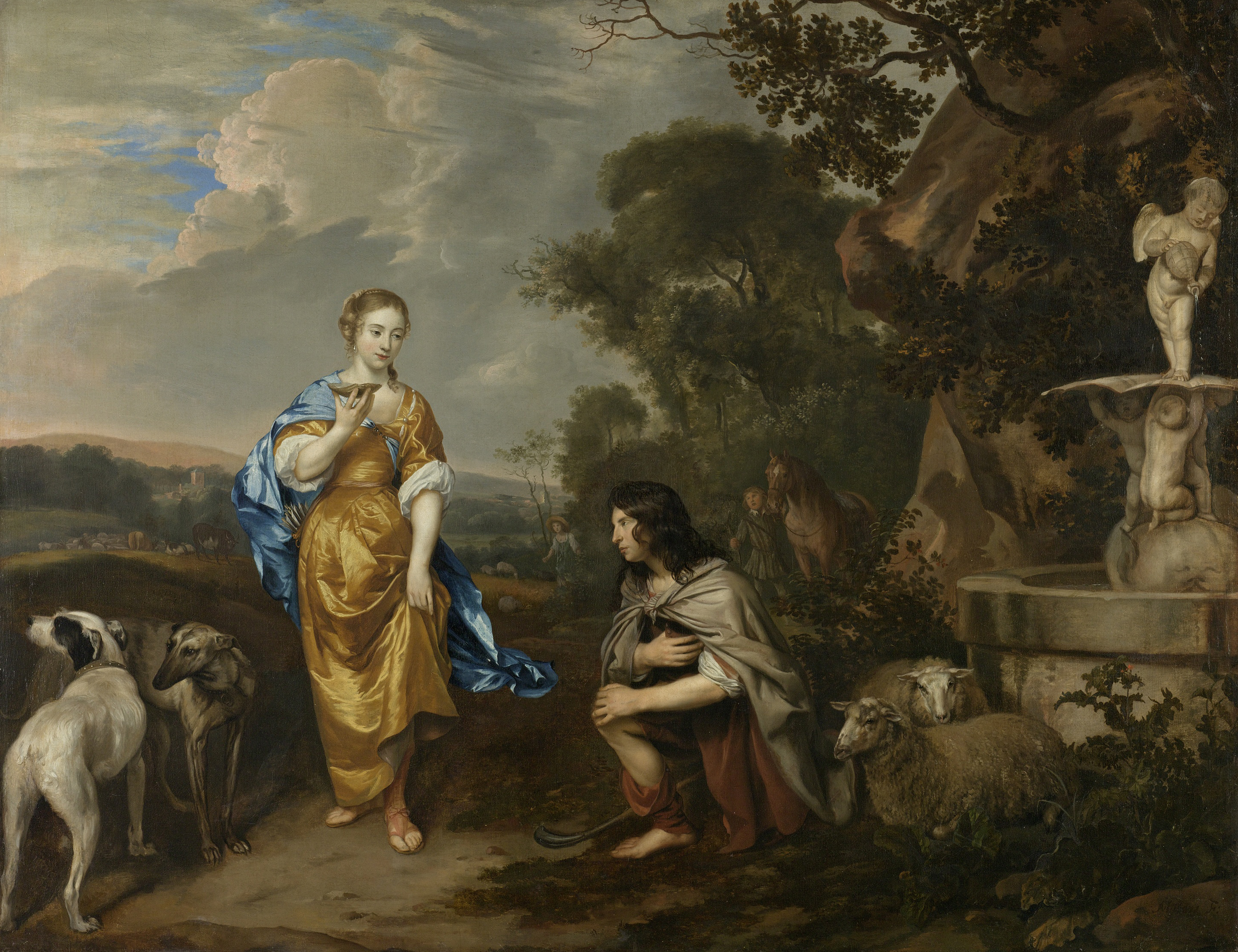
Doppelporträt eines jungen Paares als Granida und Daifilo, 1640–1670 (Rijksmuseum, Amsterdam)